# Fabrizio Bucci
Fabrizio Bucci  (Roma, 19 de outubro de 1979) é um ator italiano, de teatro, cinema e televisão.

## Biografia
Nascido em 1979 em Roma, se graduou na Accademia Nazionale d'Arte Drammatica Silvio D'Amico. Ele fez sua estreia como ator de teatro, e depois migrou para os filmes e logo depois a televisão, atuou em diversos  dramas religiosos como: Maria Goretti, Don Bosco, San Pietro, Giovanni Paolo II, L'inchiesta, no qual ele interpreta Jesus, Francisco e Clara e Papa Paulo VI. Ultimamente integra o elenco de Terra Ribelle no papel de Jacopo ao lado do ator argentino Rodrigo Guirao Díaz